# Вест Монро (Мичиген)
Вест Монро (енгл. West Monroe) насељено је место без административног статуса у америчкој савезној држави Мичиген.

## Демографија
По попису из 2010. године број становника је 3.503, што је 390 (-10,0%) становника мање него 2000. године.
| Група             | 2000.         | 2010.         |
| Белци             | 3.716 (95,5%) | 3.202 (91,4%) |
| Афроамериканци    | 38 (1,0%)     | 77 (2,2%)     |
| Азијати           | 25 (0,6%)     | 11 (0,3%)     |
| Хиспаноамериканци | 69 (1,8%)     | 141 (4,0%)    |
| Укупно            | 3.893         | 3.503         |